# Verbatim
Verbatim (de verbum, 'palabra', más el sufijo adverbial -ātim) es un adverbio latino que significa 'textualmente', 'palabra a palabra'.
Desde un análisis lingüístico, verbatim significa la reproducción exacta de una oración, frase, cita u otra secuencia de texto desde una fuente a otra. Las palabras aparecen en el mismo lugar, en el mismo orden, sin paráfrasis, sustitución o abreviación de cualquier tipo, sin realizar siquiera un cambio trivial que pueda alterar el significado.